# Stefan Kuntz
Stefan Kuntz (ur. 30 października 1962 w Neunkirchen, w kraju Saary) – niemiecki piłkarz grający na pozycji napastnika. 
Z reprezentacją Niemiec, w której barwach rozegrał 25 meczów (21 wygranych i 4 remisy, co jest rekordem liczby meczów bez porażki w reprezentacji Niemiec), zdobył mistrzostwo Europy w 1996 roku. Brał także udział w mistrzostwach świata 1994 (ćwierćfinał). W 1986 i 1994 roku był królem strzelców Bundesligi. Łącznie rozegrał w niej 449 meczów i strzelił 179 goli.

## Sukcesy piłkarskie
- mistrzostwo Niemiec 1991
- Puchar Niemiec 1990
- mistrzostwo Europy 1996